# Francesco della Penna

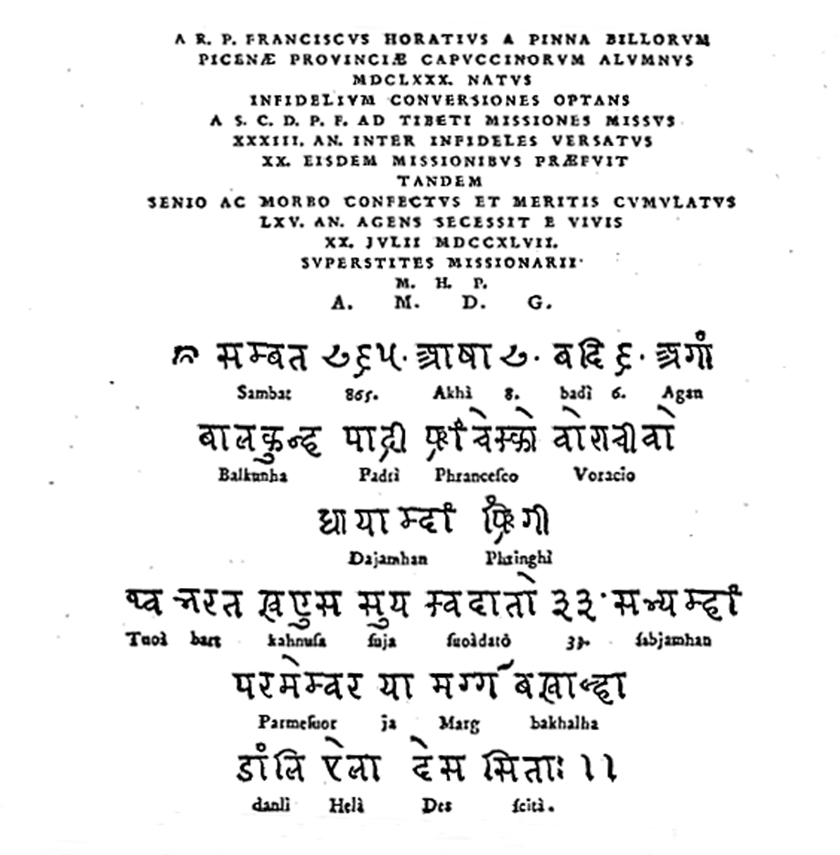
Epitafio en latín y Nepalbhasha en la lápida de Della Penna, enterrado en Patan, Nepal.

Francesco Orazio Olivieri della Penna (Pennabilli, 1680 - Patan, Nepal, 20 de julio de 1745) fue un monje capuchino italiano que fue misionero cristiano en el Tíbet con el título de prefecto de esa misión.

## Biografía
Nacido en Pennabilli, en los Estados Pontificios, Francesco della Penna recibió las órdenes en el monasterio capuchino de Pietrarubbia . Mientras se encontraba allí, un decreto de la Sacra Congregatio de Propaganda Fide decidió establecer una misión católica «en dirección al nacimiento del Ganges, hacia el reino del Tíbet». Della Penna se encontrabra entre los seleccionados. Los misioneros partieron en 1704 y llegaron a Lhasa el 12 de junio de 1707.
A finales de 1711, uno de ellos, el padre Domenico da Fano, regresó a Roma después de que los misioneros, escasos de dinero y en peligro de morir de hambre, hubieran decidido reorganizarse. Francesco della Penna formó parte de la segunda misión que llegó a Lhasa el 1 de octubre de 1716 con otros 2 capuchinos, quienes informaron al jesuita Ippolito Desideri, que llevaba en Lhasa desde el 17 de marzo de ese mismo año, que habían escrito a Roma para pedir que la misión del Tíbet les fuera concedida exclusivamente a los capuchinos. Desideri respondió que cumpliría con esta petición y abandonaría el Tíbet tan pronto como llegara una orden de la Sacra Congregatio de Propaganda Fide, lo que ocurrió en 1721.
Della Penna estudió el idioma tibetano y la cultura tibetana en el monasterio de Sera bajo la dirección de un lama. Fue en esta época cuando comenzó a componer su diccionario tibetano-italiano, que, hacia 1732, ya recogía 33.000 palabras. También tradujo del tibetano algunas obras de referencia y al tibetano la Christianae doctrinae explicatio (1603)  de Roberto Belarmino , así como el Le vray trésor de la doctrine chrestienne  de Nicolas Turlot. Tradujo al italiano la Historia de la vida y obra de Shakiatuba, restaurador del lamaísmo, Los tres caminos que conducen a la perfección, así como un tratado Sobre la reencarnación y la oración a Dios. Parece que se fabricó una prensa para imprimir en tibetano durante la estancia de Della Penna en Lhasa.
Della Penna abandonó el Tíbet en 1731 y llegó a Roma en 1736 para buscar ayuda y subsidios. Recibió algunos de un prelado español, el cardenal Belluga, luego regresó a Lhasa donde llegó el 6 de enero de 1741.
Della Penna era bien considerado en el Tíbet, donde lo llamaban «el lama blanco» y  lo respetaban por su conocimiento de la lengua y la cultura tibetanas. Sin embargo, se encontró con problemas que no había previsto cuando Kelzang Gyatso, el séptimo dalái lama, les concedió a él y a sus compañeros plena libertad de culto y predicación. Después de que una veintena de tibetanos se convirtieran al cristianismo, estos se negaron tanto a recibir la bendición del dálai lama como a participar en las oraciones lamaicas obligatorias. Después de un largo juicio, el 22 de mayo de 1742, cinco cristianos tibetanos fueron azotados. Della Penna fue recibido en audiencia por el Dalai Lama, pero el destino de la misión estaba ya determinado. Se fue el 20 de abril de 1745 para Nepal, pero murió en Patan (hoy Lalitpur) el 20 de julio de 1745.